# 李詩
李詩（1522年—？年），字以興，號可軒，四川重慶府江津縣人，軍籍，治《詩經》，明朝政治人物。

## 生平
嘉靖二十五年（1537年）丙午科四川鄉試第三名舉人。嘉靖二十六年（1547年）聯捷丁未科會試第八十九名，登第三甲第二百零四名進士。吏部觀政，授户部主事。

## 家族
曾祖李志昂；祖父李林；父李廷春，知縣。母黃氏。具庆下。弟言、訪、交、直、許。子如奎、如璧。